# Girolamo della Rovere
Girolamo della Rovere (Torino, 1530 – Roma, 7 febbraio 1592) è stato un cardinale e arcivescovo cattolico italiano.

## Biografia
Girolamo della Rovere nacque a Torino nel 1530, membro di una nobilissima famiglia dell'aristocrazia cittadina. Era infatti figlio di Lelio della Rovere e di Giovanna Planzasco, inoltre era nipote di Giovanni Francesco della Rovere, primo arcivescovo di Torino e del vescovo di Torino Domenico della Rovere, nonché parente di papa Sisto IV.
In gioventù, frequentò le università di Padova e Parigi, dove studiò greco, latino, eloquenza, letteratura e legge. Considerato un eccellente oratore, divenne ben presto inviato del duca di Savoia alla corte di Francia, guadagnandosi in questo incarico gli elogi di Enrico II e Carlo IX.
Ottenuti gli ordini sacri, divenne prevosto della cattedrale torinese, venendo in seguito eletto vescovo di Tolone, in Francia, il 26 gennaio 1560. Il 12 maggio 1564 venne elevato alla sede arcivescovile di Torino.
Tenne un sinodo provinciale nel 1565, di cui non rimane alcun documento. Nel 1567 eresse il seminario diocesano. Fece sì che i parroci incapaci o non residenti si dimettessero dal loro incarico: tra il 1565 e il 1567 ben quarantasette sacerdoti rinunziarono alla parrocchia.
Il 16 novembre 1586 fu creato cardinale da papa Sisto V, ricevendo il 14 gennaio 1587 il titolo di San Pietro in Vincoli. Partecipò al conclave del 1590 nel quale risultò eletto papa Urbano VII, il cui pontificato fu però tra i più brevi della storia e per questo motivo, già dopo quindici giorni, fu costretto a riunirsi nuovamente un conclave per l'elezione di un nuovo pontefice: papa Gregorio XIV. Tuttavia, anche Gregorio XIV resse il pontificato per un solo anno e nel 1591 partecipò ad un terzo conclave, che elesse Innocenzo IX.
Nel gennaio del 1592 partecipò al suo ultimo conclave che elesse papa Clemente VIII. Dopo la morte la sua ricca ed ampia biblioteca passò al duca di Urbino e successivamente, sotto il pontificato di Alessandro VII, venne trasportata a Roma e suddivisa tra la Biblioteca Vaticana e l'Arciginnasio di Roma.

## Successione apostolica
La successione apostolica è:
- Vescovo Cesare Gromis (1573)
- Vescovo Annibale de Paoli (1587)
- Vescovo Gaspare Pasquali, O.F.M.Conv. (1589)